# 戸田邦雄
戸田 邦雄（とだ くにお、1915年（大正4年）8月11日 - 2003年（平成15年）7月8日）は、日本の作曲家。本名は戸田盛国、別名森田邦雄。

## 略歴
東京府本郷の東大病院で生まれ、六本木で育つ。祖父は尾崎三良。義理のおじに尾崎行雄がいる。父親はいわゆる高等遊民だったが、1927年（昭和2年）の金融恐慌で没落した。東京府青山師範学校附属小学校から東京高等学校文科乙類を経て東京帝国大学法学部政治学科を卒業。東大オーケストラ部の仲間に、柴田南雄、入野義朗、繁田裕司（後の三木鶏郎）がいた。
1938年（昭和13年）に外務省に入る。ドイツ赴任中にカラヤンやフルトヴェングラーの演奏に接する。駐ソ連日本大使館勤務の後、独ソ戦の激化に伴い1941年（昭和16年）に帰国して諸井三郎に作曲を師事した。1944年（昭和19年）に『ピアノ協奏曲』が音楽コンクールに入選している。同年、サイゴン（現在のホーチミン）に赴任。プノンペンで終戦を迎えた後、フランス軍によって抑留され、3年間をサイゴンにて送る。その間にルネ・レイボヴィッツの著書『シェーンベルクとその楽派』（1965年（昭和40年）に入野義朗によって翻訳された）を読み、ピアノのための『前奏曲とフーガ』を作る。この曲は未完に終わったが、日本人が十二音技法をはじめて用いた作品だとされている。
帰国後外務省に戻るとともに、この本を柴田南雄や入野義朗に紹介した。彼らが十二音技法の第一人者としてみなされるようになったのは戸田の功績である。しかし自身は、オペラ『あけみ』（1956年（昭和31年））までこの技法を封印する。その間、1947年と1948年に音楽コンクールに入賞、また『ト調の交響曲』（1952年（昭和27年））が第1回尾高賞に選ばれた。
1950年代からは舞台作品や声楽曲に力を注いでおり、5曲のバレエの他、オペラ『あけみ』『伽羅物語』、オラトリオ神秘劇『使徒パウロ』、カンタータ『袈裟と盛遠』（芥川龍之介原作）、語り物『高瀬舟』（森鷗外による）などが生まれている。また柴田南雄らの新声会に参加した。
1964年（昭和39年）に外務省を退職してからは、桐朋学園大学や洗足学園大学で教鞭をとった。
妹の戸田敏子はアルト歌手で東京藝術大学名誉教授。柴田南雄の最初の妻。

## 主要作品

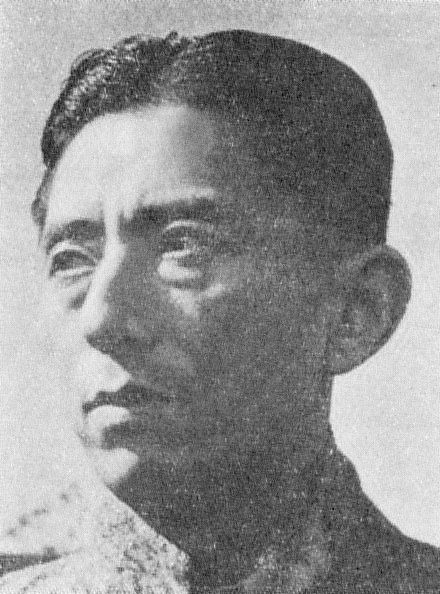
戸田邦雄

### 舞台作品
- バレエ「美しき舞姫たちの踊り」
- バレエ「アトリエのサロメ」
- バレエ「赤い天幕」
- バレエ・エスパニョール「洞窟」
- オペラ「あけみ」 1955年[5]
- モダン・バレエ「赤き死の舞踏」
- バレエ「ミランダ」 Miranda
- オペラ「伽羅物語」 Story of City Kyara / Geschichte von der Stadt Kjara
- モノドラマ「女中のアンナ」（ジャン・コクトー原詩、戸田邦雄訳詩）
- 独唱、混声合唱およびオーケストラのための能の形式によるオラトリオ神秘劇“使徒パウロ”

### 管弦楽
- 円舞曲 Valse
- 交響序曲　イ短調Symphonische ouverture
- 交響幻想曲「伝説」 Fantaisie symphonique "Légende" 1943年[5][6]
- ピアノ協奏曲　ト短調 Konzertsatz für Klavier mit Orchester g-moll
- セザール・フランクの主題によるコラールとフーガ Choral et fugue sur un thème de César Franck
- ぱさかりあとふうげ Passacaglia e fuga
- Overture buffa
- ト調の交響曲 Sinfonia in sol 1952年[5]
- ピアノ協奏曲第2番 Concerto n. 2 per pianoforte ed orchestra 1955年[5]
- 六つの楽器と管弦楽のためのコンチェルト・グロッソ「シ・ファ・ド」 Concerto grosso per sei strumenti ed orchestra "Si fa dov"
- 弦楽のための「序・破・急」 Introduzione-movimento-rapido

### 室内楽・器楽
- 三つの間奏曲（ピアノ） 1942年[5]
- ヴァイオリンとチェロとピアノの三重奏曲 ニ短調 Trio für Klavier, Violine und Violoncello 1949年[7]
- ヴァイオリンとピアノのための「Amorso」 Ameroso per violino solo e pianoforte
- ヴァイオリンとピアノのためのソナタ Sonata per violino e pianoforte
- 二面の箏のための音楽
- 琴の音による幻想曲（ピアノ） Fantaisie sur les sons de "koto" / Fantasy on koto tunes
- ファゴットとピアノのためのソナタ (古典ふう)  Sonata for bassoon and piano (nel modo classico)
- ソナチネ（古典ふう）（ピアノ） Sonatina (nel mode classico)
- よっつのゆがんだ曲（ピアノ）
- ちゅうがえり も とくいな ちょうちょ（ピアノ） Quattro pezzi deformati
- ぱさかりあ と ふうが（エレクトーン）

### 声楽
- 六つの童謡
- ふるさとの（歌曲　三木露風作詞） 1943年[5]
- 野の薫り（歌曲　三木露風作詞） 1943年[5]
- 主よ、われを憐れみ給え（無伴奏二重混声合唱） 1950年[8]
- われらに平和を与え給え（無伴奏二重混声合唱） 1950年[8]
- 冬心抄（歌曲　堀口大學作詞）
- アラグヴィ～コーカサスの思い出（合唱曲）
- 諸聖徒日のプロパア（無伴奏混声合唱）
- 讃仰歌（混声合唱とピアノ　草部啓之作詞）
- ソプラノ、クラリネットおよびハープのための「メッセージ」 "Message" for soprano, clarinet and harp（レーモンド・ダンカン作詞）
- 土岐善麿博士の詩による新作能台詞による独唱・混声合唱・管弦楽および舞台のためのオラトリオ神秘劇「使徒パウロ」 Oratorio-misterio per soli, coro misto, orchestra e la scena nella forma di teatro di nô "Santo Paolo"
- 万葉集による七つの歌（ソプラノ・ピアノ） Sette canti dall' antologia Mannyôsyû
- 二つの薔薇の花の茶碗（歌曲　中村千尾作詞）
- Triptychon（バリトン・ブロックフレーテ・ギター） "Triptychon" für Bariton Solo, Blockflöte in F und Gitarre
- ソプラノ、アルト、テノール、バリトン、バスおよびエレキギターのための九つのマドリガル「花と動物」（堀口大學作詞）
- Triypychon（バリトン、アルトフルート、マリンバ、アイリッシュギター）
- お化けの祈り（歌曲） Der Gespenster Gebete / Prières des fantômes
- 夜明けの母のバラード（歌曲　平井多美子作詞）
- 男声と独奏チェロのための語り物（森鷗外による）「高瀬舟」 Recitativo per voce d'uomo e violoncello solo (secondo la novelletta d'Ogai Mori) "Takase-bhune"
- ソプラノ、バリトンおよび弦楽五重奏のための劇的カンタータ「袈裟と盛遠」（芥川龍之介による）
- ソプラノ、フルートおよびマリンバのためのモノ＝カンタータ「囚われのお七」（井原西鶴による）
- ソプラノとピアノのための協奏的英譚詩曲「琵琶行［びわのうた］」 Ballata concertanta "Canto da liuto"
- ソプラノ・メツォソプラノおよびピアノのための「相模相聞」
- メツォソプラノ、バリトンおよび管弦楽のための「大河の歌（洞庭双恋譜）」（屈原の「九歌」による）

## 著書
- 『プロコフィエフ』弘文堂（アテネ文庫）、1957年 doi:10.11501/2483845
- 『音楽と民族性』音楽之友社、1967年 doi:10.11501/2515518
- 『外交官の耳、作曲家の眼』「外交官の耳、作曲家の眼」刊行会、2009年 ISBN 978-4-903951-18-8

### 編纂
- 『ロシア・ソヴェートのうた』編、創元社（世界のうたシリーズ）、1956年 doi:10.11501/2490370

### 翻訳
- ジョルジュ・デュアメル『慰めの音楽』創元社、1952年
- S．ヤダスゾーン『カノンとフーガ 典則曲および遁走曲教程』（訳注）音楽之友社、1952年
- ビュシェ『音楽の理解』ダヴィッド社、1955年
- ウォルター・ピストン『管弦楽法』音楽之友社、1967年
- 『オリヴィエ・メシアンその音楽的宇宙 クロード・サミュエルとの新たな対話』音楽之友社、1993年

## 栄誉
- レジオンドヌール勲章オフィシエ賞（1956年）[1]
- 勲四等旭日小綬章（1989年）[1]